# Liste der Monuments historiques in Apremont (Oise)
Die Liste der Monuments historiques in Apremont (Oise) führt die Monuments historiques in der französischen Gemeinde Apremont auf.

## Liste der Bauwerke
| Bezeichnung | Beschreibung    | Standort                                                     | Kennzeichnung | Schutzstatus | Datum | Bild |
| ----------- | --------------- | ------------------------------------------------------------ | ------------- | ------------ | ----- | ---- |
| Steintisch  | 18. Jahrhundert | auch auf dem Gebiet der Gemeinde Vineuil-Saint-Firmin (Lage) | PA00114482    | Inscrit      | 1988  |      |

## Liste der Objekte
- Monuments historiques (Objekte) in Apremont (Oise) in der Base Palissy des französischen Kultusministeriums